# Lista de filmes portugueses de 1956
Lista de filmes portugueses de longa-metragem lançados comercialmente em Portugal em 1956, nas salas de cinema.
Notas: Na secção coprodução, passando o cursor sobre a bandeira aparecerá o nome do país correspondente.
| # | Filme                 | Realização       | Género  | Estreia        | Coprodução |
| - | --------------------- | ---------------- | ------- | -------------- | ---------- |
| 1 | O Dinheiro dos Pobres | Artur Semedo     | Drama   | 7 de junho     | —          |
| 2 | O Noivo das Caldas    | Arthur Duarte    | Comédia | 25 de setembro | —          |
| 3 | Vidas Sem Rumo        | Manuel Guimarães | Drama   | 12 de setembro | —          |